# Jelena Chudasjova
Jelena Chudasjova, född den 10 juli 1965 i Chabarovsk, dåvarande Sovjetunionen, är en rysk basketspelare som var med och tog OS-guld 1992 i Barcelona. Hon tävlade för det förenade laget.